# Batalla de Maling
La batalla de Maling (馬陵之戰) va tenir lloc en Maling, actualment el poble Dazhangjia (大張家鎮), Comtat de Shen (莘县), Província de Henan, en el 342 aC durant el Període dels Regnes Combatents (476-221 aC). Els combatents hi eren l'Estat de Qi, que lluitar en nom de l'Estat de Han, i l'Estat de Wei. Aquesta batalla està ben registrada en els textos d'història i n'és famosa per les tàctica de Sun Bin, coneguda com a "Tàctica dels Forns Perduts", en el qual un bàndol és portat a subestimar a l'altre, creant una il·lusió de soldats fugint de l'exèrcit.

## Antecedents
En 342 aC, l'estat de Wei va atacar l'Estat de Han i aquest va demanar ajuda al seu aliat Qi. Sun Bin va aconsellar al rei Wei de Qi proporcionar ajuda militar a Han, però només va enviar tropes quan l'exèrcit de Wei s'havia esgotat després de la lluita perllongada, per tal de preservar la seva pròpia força obtenint el respecte dels Han.
Han va ser enganyat per creure que podien confiar en l'exèrcit del seu aliat, el Qi i així va lluitar sense reserves. Després d'un any de la resistència, Han ja no va poder resistir i va demanar ajuda a Qi per segona vegada. En lloc d'enviar tropes per salvar Han, Sun Bin va suggerir que han d'aspirar a la capital de Wei, Daliang.

## Desenvolupament tàctic
Pang Juan, comandant de Wei, va ser atret a un estret pas de nit, on el seu exèrcit va ser emboscat per 10.000 arquers de Qi. Segons algunes fonts Pang Juan va suïcidar-se, mentre que altres diuen que va ser mort pels arquers de Qi.

## Conseqüències
Wei va ser derrotat i el seu poder disminuí significativament a partir de llavors, fent que l'estat no pogués competir pel regnat de la dinastia Zhou.